# Xantina deshidrogenasa
La xantina deshidrogenasa (EC 1.17.3.2, EC 1.17.1.4), conocida también por su símbolo XDH, es una enzima que cataliza la siguiente reacción química:
Por lo tanto los tres sustratos de esta enzima son xantina, NAD+
 y agua; mientras que sus tres productos son urato, NADH y un ion hidrógeno.
La enzima se encuentra codificada por el gen Xdh.

## Clasificación
Esta enzima pertenece a la familia de las oxidorreductasas, más específicamente a aquellas oxidorreductasas que actúan sobre grupos CH o CH
2 como donantes de electrones y que utilizan NAD+
 o NADP+
 como aceptor.

## Nomenclatura
El nombre sistemático de esta clase de enzimas es xantina:NAD+
 oxidorreductasa. Otros nombres de uso común son NAD+
-xantina deshidrogenasa, xantina-NAD+
 oxidorreductasa, xantina/NAD+
 oxidorreductasa, y xantina oxidorreductasa.

## Estructura y función
La xantina deshidrogenasa pertenece al grupo de las enzimas que contienen molibdeno involucradas en el metabolismo oxidativo de las purinas. Esta enzima es un homodímero. La xantina deshidrogenasa puede ser convertida en xantina oxidasa por una oxidación reversible de un grupo sulfhidrilo, o por una modificación proteolítica irreversible.
Esta enzima participa en el metabolismo de las purinas.

## Importancia clínica
Los defectos en la xantina deshidrogenasa causan xantinuria, pueden contribuir al síndrome de dificultad respiratoria en el adulto, y pueden potenciar la infección por el influenzavirus por medio de un mecanismo dependiente de metabolitos de oxígeno.